# محمد بسام
محمد بسام (انگلیسی: Mohamed Bassam؛ زادهٔ ۲۵ دسامبر ۱۹۹۰) یک بازیکن فوتبال اهل مصر است.